# Tetsuya Chikushi

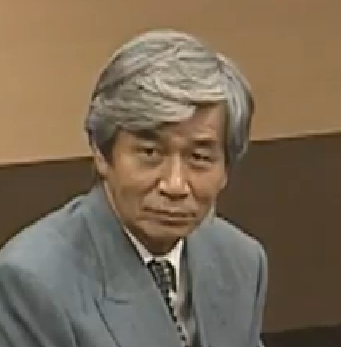
Tetsuya Chikushi (1998)

Tetsuya Chikushi (japanisch 筑紫 哲也; * 23. Juni 1935 in Ono, Hita, Präfektur Ōita; † 7. November 2008 in Tōkyō) war ein japanischer Journalist, Nachrichtensprecher und Publizist, der wesentlich zur Entwicklung des japanischen Fernsehnachrichtenjournalismus beitrug.

## Leben
Geboren in der Kleinstadt Ono absolvierte Chikushi die Numazu-Higashi-Oberschule in Shizuoka und die öffentliche Oberschule in Oyamadai, Tōkyō. Anschließend studierte er an der School of Political Science and Economics der Waseda-Universität und schloss mit einem Diplom ab.
1959 trat er in die Redaktion der Asahi Shimbun ein. Seine erste Stelle als Nachwuchsreporter war in Utsunomiya, gefolgt von Morioka. Von Mai 1968 bis 1970 wurde er als Korrespondent in der Politikabteilung auf das von den USA verwaltete Okinawa entsandt, wo er intensiv über die Insel berichtete, bevor sie an Japan zurückgegeben wurde. 1978 wechselte er zum Fernsehen, moderierte ab April 1978 die Sendung Nichiyō Yūkan: Kochira Desk (日曜夕刊！こちらデスク, Sonntagsausgabe: Hier ist der Desk) auf TV Asahi und war 1979 am Gewinn des Galaxy Award (ギャラクシー賞) beteiligt.
Im Oktober 1989 begann Chikushi als Hauptmoderator von Chikushi Tetsuya NEWS23 (筑紫哲也NEWS23), einem auf TBS Television ausgestrahlten Nachrichtenmagazin, das er bis März 2008 leitete. Für seine Leistungen erhielt er 1993 den individuell vergebenen Galaxy Award sowie 1992 den Best Dresser Award in der Kategorie Wissenschaft/Kultur (ベストドレッサー賞).
1993 war er Gründungsmitglied und Redaktionsausschuss-Mitglied der Zeitschrift Shūkan Kin’yōbi (週刊金曜日, The Weekly Friday). 1994 wurde er zum ersten Präsidenten der Bürgeruniversität Jiyū no mori daigaku (自由の森大学) in Hita ernannt; 2006 erhielt Chikushi als Anerkennung für sein Engagement die Ehrenbürgerschaft seiner Heimatstadt.
In der Sendung NEWS 23 vom 14. Mai 2007 gab Chikushi öffentlich bekannt, an Lungenkrebs erkrankt zu sein. Er pausierte anschließend und kehrte später unregelmäßig zurück. Im März 2008 wurden bei ihm Metastasen festgestellt, an deren Folgen er am 7. November 2008 im Alter von 73 Jahren in einem Krankenhaus in Tōkyō verstarb. Für sein Lebenswerk wurde er postum mit dem Japanischen Journalistenpreis des Japan Journalists Club ausgezeichnet. Sein Grab befindet sich auf dem Tokorozawa-Seiji-Friedhof in Tokorozawa.
Chikushi wird vielfach als liberaler Meinungsjournalist beschrieben, der durch seine Unabhängigkeit und Emphase für gesellschaftliche Themen breite Anerkennung genoss. Kolleginnen und Kollegen charakterisierten ihn als empathisch, kultiviert und als eine moralische Instanz in der Medienlandschaft.

## Filme
- Make Up (メイク・アップ, Make Up), 1987, Filmauftritt als Gast.
- Aozora ni ichiban chikai basho (青空に一番近い場所, Der dem blauen Himmel am nächsten Ort), 1994.
- Kiri no shigōsen (霧の子午線, Der Nebel-Meridian), 1996.

## Werke
- Saru ni naritakunakatta saru (猿になりたくなかった猿, Der Affe, der kein Affe sein wollte), 1979.
- Zoom-up gendai (ズームアップ現代, Zoom-up Gegenwart), 1980.
- Wakamono-tachi no kamigami (若者たちの神々, Götter der Jugend), 1984.
- Tabi no tochū: meguriautta hitobito (旅の途中 巡り合った人々, Unterwegs: Begegnungen) 2005.